# 貴格派
贵格会（直译：「颤抖者」），又名公谊会宗教协会（英語：Religious Society of Friends）是基督新教的一个派别。

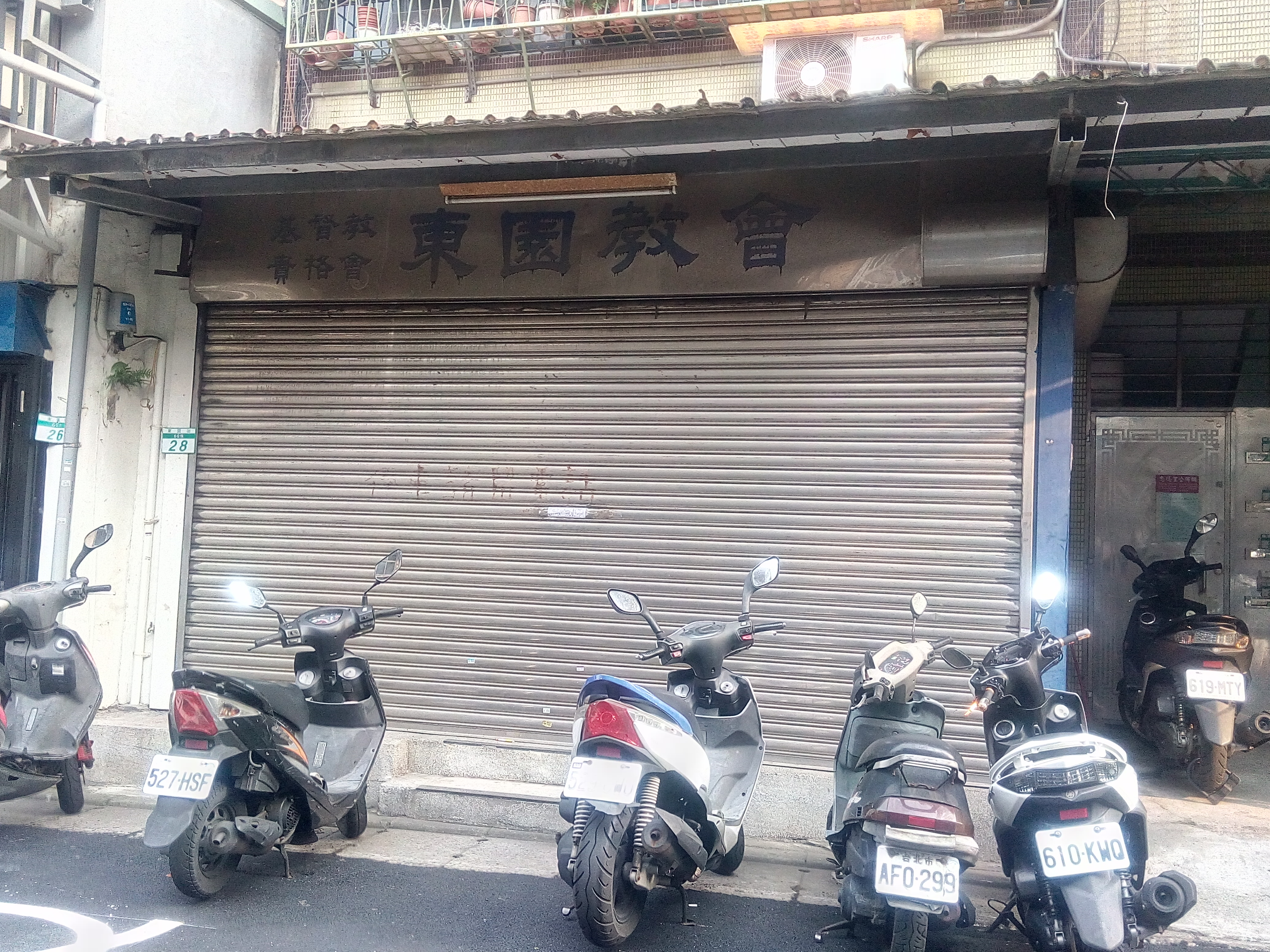
萬華貴格會

## 歷史
贵格会成立于17世纪的英國，创始人为乔治·福克斯。「贵格」（Quaker）最早是德比的贝内特法官法官取的蔑称：福克斯在1650年的一次庭审上被贝内特要求不再传道并收回言论时告诉他：「你应该在上帝的公义面前颤抖（quake）」，贝内特于是将福克斯和他的追随者讥为颤抖者（Quakers）。但也有说法称在初期宗教聚會中常有教徒全身顫抖，因而得名。
贵格会的信徒曾经受到英國国教迫害，与清教徒一起移民到美洲，但随后又受到清教徒的迫害，大批的贵格会教徒逃离马萨诸塞州而定居在罗得岛州和宾夕法尼亚州等地。由于宾西法尼亚州有大量贵格会教徒聚居，习惯上以「The Quaker City」作为费城（Philadelphia）的别名，因而费城人也被称为「Quaker」，位於費城屬於常春藤聯盟（Ivy League）的宾夕法尼亚大学（University of Pennsylvania, Penn or UPenn），其运动校队也被命名为宾夕法尼亚大学贵格队。
貴格會之後傳播到美國、肯尼亞和玻利維亞，人數现在大約有60萬。

### 贵格会与诺贝尔和平奖
贵格会是唯一一个作为宗教组织整体获得诺贝尔和平奖的团体。1947年，贵格会因其在人道主义领域的杰出贡献，特别是在两次世界大战期间为战争受害者提供的无私援助，而荣获该奖项。诺贝尔奖委员会特别表彰了贵格会在全球倡导和平与非暴力的工作，以及其成员在国际冲突中的救援行动。
诺贝尔奖委员会的颁奖词指出，贵格会通过不懈的努力践行其“和平主义”理念，在面对战争和冲突时，提供难民救助和战后重建，体现了宗教组织在人道主义行动中的重要作用。

### 贵格会在中国
贵格会曾经传入中国。美国差会在江苏省南京、六合工作，今日南京市六合区基督教堂系源于貴格會传统。隨著中國國民黨與中華民國政府遷往台灣，1953年迁往台湾继续工作；英国差会（称为公谊会）曾经在四川的重庆、成都、三台等地工作。

## 主張
贵格会核心价值观：即简朴、和平、诚信、社区、平等、和管理。但即便如此，信徒们被鼓励根据自己的理解和体验来探索信仰，而不是遵循固定的教条。信徒们相信内在之光，即每个人内心都有神圣的火花，即“内在之光”，这使得每个人都可以直接体验到神的存在。其崇拜形式通常是静默聚会，信徒们在安静中等待神的启示，强调个人与上帝之间的直接沟通。
贵格会坚决反对奴隶制，在美国南北战争前后的废奴运动中起过重要作用。贵格会强调非暴力、和平主义以及社会公正。他们反对一切形式的暴力，并提倡通过精神力量而非武力解决冲突。贵格会信徒们不尊称任何人也不要求别人尊称自己，主张任何人之间要像兄弟一样。